# Big Fish
Big Fish és una pel·lícula estatunidenca de l'any 2003 dirigida per Tim Burton i amb guió de John August. Està basada en la novel·la Big Fish: A Novel of Mythic Proportions de Daniel Wallace i protagonitzada per Ewan McGregor, Albert Finney, Billy Crudup, Jessica Lange, Marion Cotillard, Alison Lohman, Steve Buscemi, Helena Bonham Carter i Danny DeVito, entre d'altres. Ha estat doblada al català.

## Argument
Edward Bloom (Albert Finney) és un venedor del sud dels Estats Units amb un talent excepcional per a contar històries, que ara es troba a punt de morir. El seu fill (Billy Crudup) intenta arreglar la seua relació amb son pare ara que ell està tan a prop de la mort. Al mateix temps, son pare relata la història de la seua vida, amb un Edward Bloom més jove (Ewan McGregor).

## Repartiment
- Ewan McGregor: Ed Bloom, de jove
- Albert Finney: Ed Bloom, de gran
- Billy Crudup: Will Bloom
- Jessica Lange: Sandra Bloom, de gran
- Helena Bonham Carter: Jenny / la bruixa
- Alison Lohman: Sandra Bloom, de jove
- Marion Cotillard: Josephine
- Danny DeVito: Amos Calloway
- Steve Buscemi: Norther Winslow
- Robert Guillaume: Dr. Bennett, de gran
- Matthew McGrory: Karl el gegant
- David Denman: Don Price, entre 18 i 22 anys
- Loudon Wainwright III: Beamen
- Missi Pyle: Mildred
- Ada Tai: Ping
- Arlene Tai: Jing
- Deep Roy: M. Soggybottom
- Miley Cyrus: Ruthie

## Nominacions[3]
- 2004: Oscar a la millor banda sonora per Danny Elfman
- 2004: Globus d'Or a la millor pel·lícula musical o còmica
- 2004: Globus d'Or al millor actor secundari per Albert Finney
- 2004: Globus d'Or a la millor banda sonora original per Danny Elfman
- 2004: Globus d'Or a la millor cançó original per Eddie Vedder amb "Man of the Hour"
- 2004: BAFTA a la millor pel·lícula
- 2004: BAFTA al millor director per Tim Burton
- 2004: BAFTA al millor actor secundari per Albert Finney
- 2004: BAFTA al millor guió adaptat per John August
- 2004: BAFTA als millors efectes visuals per Kevin Scott Mack, Seth Maury, Lindsay MacGowan i Paddy Eason
- 2004: BAFTA al millor maquillatge i perruqueria per Jean Ann Black i Paul LeBlanc
- 2004: BAFTA al millor disseny de producció per Dennis Gassner
- 2004: David di Donatello a la millor pel·lícula estrangera per Tim Burton
- 2005: Grammy al millor àlbum de banda sonora per pel·lícula, televisió o altre mitjà visual per Danny Elfman

## Rebuda
- "Té l'atractiu ham necessari per satisfer una bona col·lecció de fans: fans de Burton, fans d'Albert Finney, fans dels contes ben narrats per experts i fans de les pel·lícules que no se semblen a cap altra."[4]
- "Un guió que desafia i aprofundeix en el talent visionari de Tim Burton"[5]
- "Big Fish compta amb un fantàstic estil visual que podria ser considerat fellinesc si Burton no s'hagués guanyat el dret propi a l'adjectiu Burtonesc."[6]